# Пјер Фриден
Пјер Фриден (фр. Pierre Frieden; Мертерт, 28. октобар 1892 — Цирих, 23. фебруар 1959) је био луксембуршки судија и писац. Био је осамнаести премијер Луксембурга и на овом положају је провео 11 месеци од 29. марта 1958. до смрти 23. фебруара 1959. године.